# Marco Vitali
Pour les articles homonymes, voir Vitali.
Marco Vitali, né le 18 juin 1960 à Fano, est un coureur cycliste italien professionnel de 1983 à 1991. Il a gagné une étape du Tour d'Italie en 1987.

## Palmarès

### Palmarès amateur
- 1978
  - Coppa della Pace
- 1980
  - Coppa Lino Limonta
  - Trophée Amedeo Guizzi
  - 2e de la Coppa della Pace
  - 2e du Championnat de Zurich amateurs
- 1981
  - Nastro d'Oro
  - 3e du Grand Prix de Lugano
- 1982
  - Grand Prix de Lugano
  - Giro dei Sei Comuni
  - Grand Prix Mendrisio
  - 2e du GP Brissago
  - 2e du Gran Premio della Liberazione
  - 2e du championnat d'Italie sur route amateurs

### Palmarès professionnel
- 1984
  - Sei Giorni del Sole
  - 3e du Grand Prix Mendrisio
- 1985
  - 2e étape du Tour d'Italie (contre-la-montre par équipes)
  - 3e du Grand Prix de la ville de Camaiore
  - 9e du Tour de Suisse
- 1986
  - 2e du Grand Prix Mendrisio
- 1987
  - 17e étape du Tour d'Italie
- 1988
  - Grand Prix de Lugano
- 1989
  - 2e du Trofeo Laigueglia
  - 2e du Trophée Matteotti
  - 3e du Grand Prix du canton de Zurich
- 1990
  - Grand Prix de Lugano
  - 1re étape de la Schwanenbrau Cup (contre-la-montre par équipes)
  - 3e du Tour des Pouilles
  - 9e du Tour de Suisse
- 1991
  - 10e du Tour de Lombardie

## Résultats dans les grands tours

### Tour d'Italie
6 participations
- 1985 : 31e, vainqueur de la 2e étape (contre-la-montre par équipes)
- 1986 : 37e
- 1987 : 63e, vainqueur de la 17e étape
- 1988 : 35e
- 1990 : 54e
- 1991 : 37e

### Tour d'Espagne
1 participation
- 1984 : 22e

## Distinctions
- Mendrisio d'argent en 1976 et 1981